# Oldham Athletic Association Football Club 2019-2020
Questa voce raccoglie le informazioni riguardanti l'Oldham Athletic Association Football Club nelle competizioni ufficiali della stagione 2019-2020.

## Rosa
| N. |                             | Ruolo | Calciatore           |
| -- | --------------------------- | ----- | -------------------- |
| 1  | Danimarca (bandiera)        | P     | Daniel Iversen       |
| 2  | Irlanda del Nord (bandiera) | D     | Cameron Dummigan     |
| 3  | Inghilterra (bandiera)      | D     | Andy Taylor          |
| 4  | Inghilterra (bandiera)      | D     | Brian Wilson         |
| 6  | Inghilterra (bandiera)      | C     | Dan Gardner          |
| 7  | Zimbabwe (bandiera)         | C     | Kundai Benyu         |
| 8  | Inghilterra (bandiera)      | C     | Jose Baxter          |
| 9  | Galles (bandiera)           | A     | Sam Surridge         |
| 10 | Inghilterra (bandiera)      | A     | Chris O'Grady        |
| 11 | Inghilterra (bandiera)      | A     | Ishmael Miller       |
| 13 | Curaçao (bandiera)          | P     | Zeus de la Paz       |
| 14 | Belgio (bandiera)           | D     | Jonathan Benteke     |
| 17 | RD del Congo (bandiera)     | C     | Christopher Missilou |
| 18 | Inghilterra (bandiera)      | D     | Sam Graham           |

| N. |                        | Ruolo | Calciatore        |
| -- | ---------------------- | ----- | ----------------- |
| 19 | Inghilterra (bandiera) | A     | Callum Lang       |
| 20 | Inghilterra (bandiera) | D     | Jamie Stott       |
| 21 | Inghilterra (bandiera) | C     | Courtney Duffus   |
| 22 | Gabon (bandiera)       | C     | Johan Branger     |
| 23 | Inghilterra (bandiera) | D     | Rob Hunt          |
| 24 | Francia (bandiera)     | C     | Ousmane Fané      |
| 25 | Inghilterra (bandiera) | D     | Chinedu Uche      |
| 26 | Inghilterra (bandiera) | D     | Peter Clarke      |
| 27 | Curaçao (bandiera)     | C     | Gevaro Nepomuceno |
| 28 | Francia (bandiera)     | C     | Mohamed Maouche   |
| 33 | Inghilterra (bandiera) | D     | Jay Sheridan      |
| 34 | Inghilterra (bandiera) | D     | Tom Hamer         |
|    | Inghilterra (bandiera) | P     | Alex Palmer       |
| 45 | Italia (bandiera)      | A     | Riccardo Friscia  |